# Orival (Charente)
Orival é uma comuna francesa na região administrativa da Nova Aquitânia, no departamento de Charente. Estende-se por uma área de 5,43 km². Em 2010 a comuna tinha 156 habitantes (densidade: 28,7 hab./km²).